# Улица Гринченко (Чернигов)
Улица Гринченко (укр. Вулиця Грінченка) — улица в Деснянском районе города Чернигова, исторически сложившаяся местность (район) Кордовка. Пролегает от улицы Блакитного до Института сельскохозяйственной микробиологии и агропромышленного производства НААН Украины (улица Шевченко, дом № 97).
Примыкают улицы Отдыха, Федоровского.

## История
В 1986 году улица получила современное название — в честь украинского писателя Бориса Дмитриевича Гринченко.

## Застройка
Улица пролегает в северо-восточном направлении — вдоль бывшего русла реки Кордиковка и лесопарка Кордовка. Улица расположена в пойме реки Десна. Непарная сторона улицы занята усадебной застройкой, парная — не застроена. Конец улиц обеих сторон без застройки.
Учреждения: нет